# Junimea
Junimea era una società letteraria rumena fondata a Iași nel 1863, per iniziativa di diverse personalità di formazione straniera guidate da Titu Maiorescu, Petre P. Carp, Vasile Pogor, Theodor Rosetti e Iacob Negruzzi. La principale personalità e mentore della società era Maiorescu, che, attraverso mezzi scientifici e saggi, contribuì a stabilire le basi della moderna cultura rumena. Junimea fu l'associazione intellettuale e politica più influente della Romania nel XIX secolo

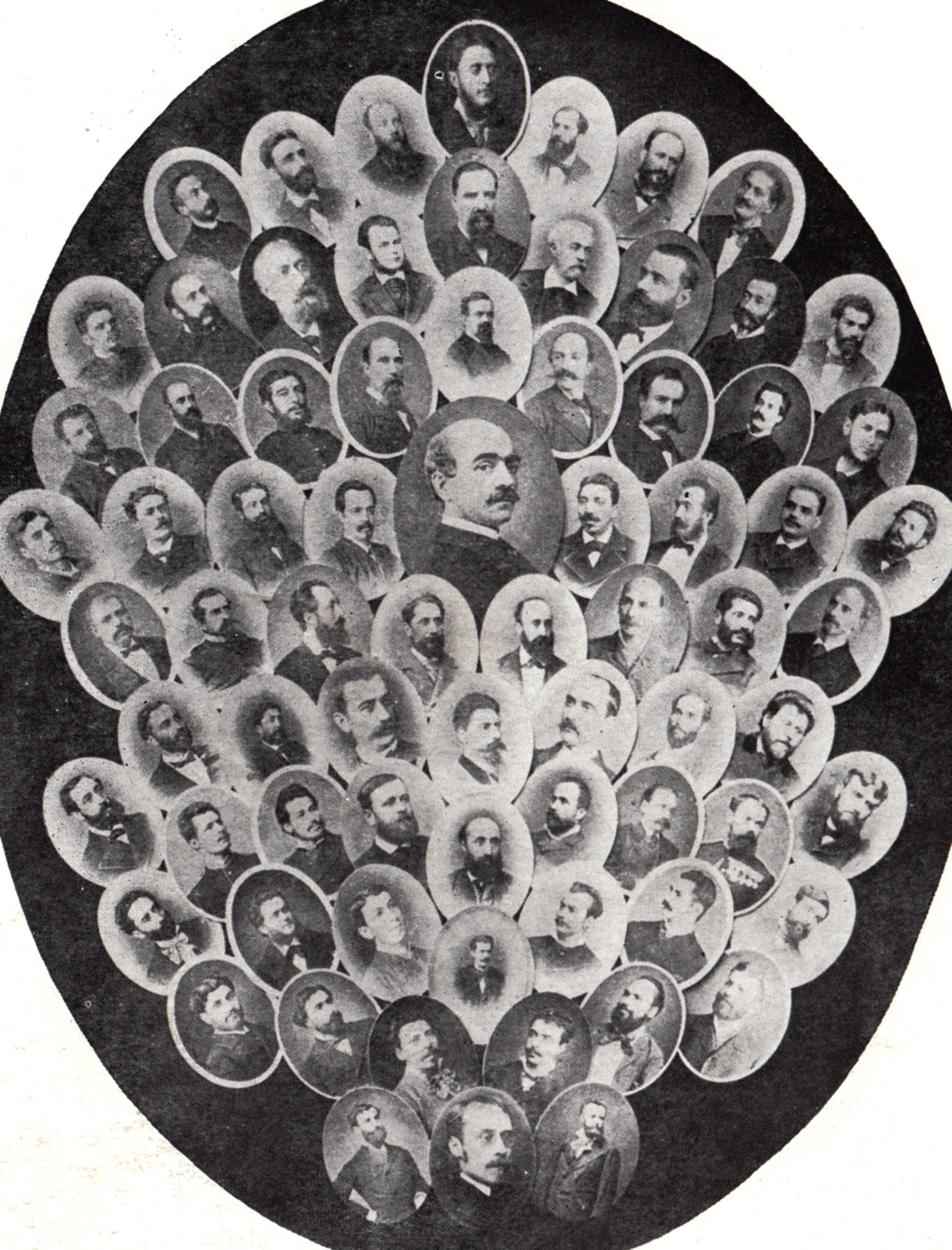
Ritratto collettivo di Junimea, 1883

Nel 1863, quattro anni dopo l'unione della Moldavia e della Valacchia, e dopo lo spostamento della capitale a Bucarest, cinque giovani entusiasti che erano appena tornati dai loro studi all'estero crearono a Iași una società che voleva stimolare la vita culturale della città. Scelsero il nome "Junimea", una parola rumena leggermente antiquata per "Gioventù".
È da notare che quattro dei fondatori facevano parte dell'élite rumena, la classe dei boiardi (Theodor Rosetti era il fratellastro del Domnitor Alexandru Ioan Cuza, Carp e Pogor erano figli di boiardi, e Iacob Negruzzi era il figlio di Costache Negruzzi), mentre solo Titu Maiorescu era l'unico nato in una famiglia d'elite cittadina; suo padre Ioan Maiorescu era stato professore al Collegio Nazionale di Craiova e rappresentante del governo valacco al Parlamento di Francoforte durante la rivoluzione valacca del 1848.

## La società letteraria

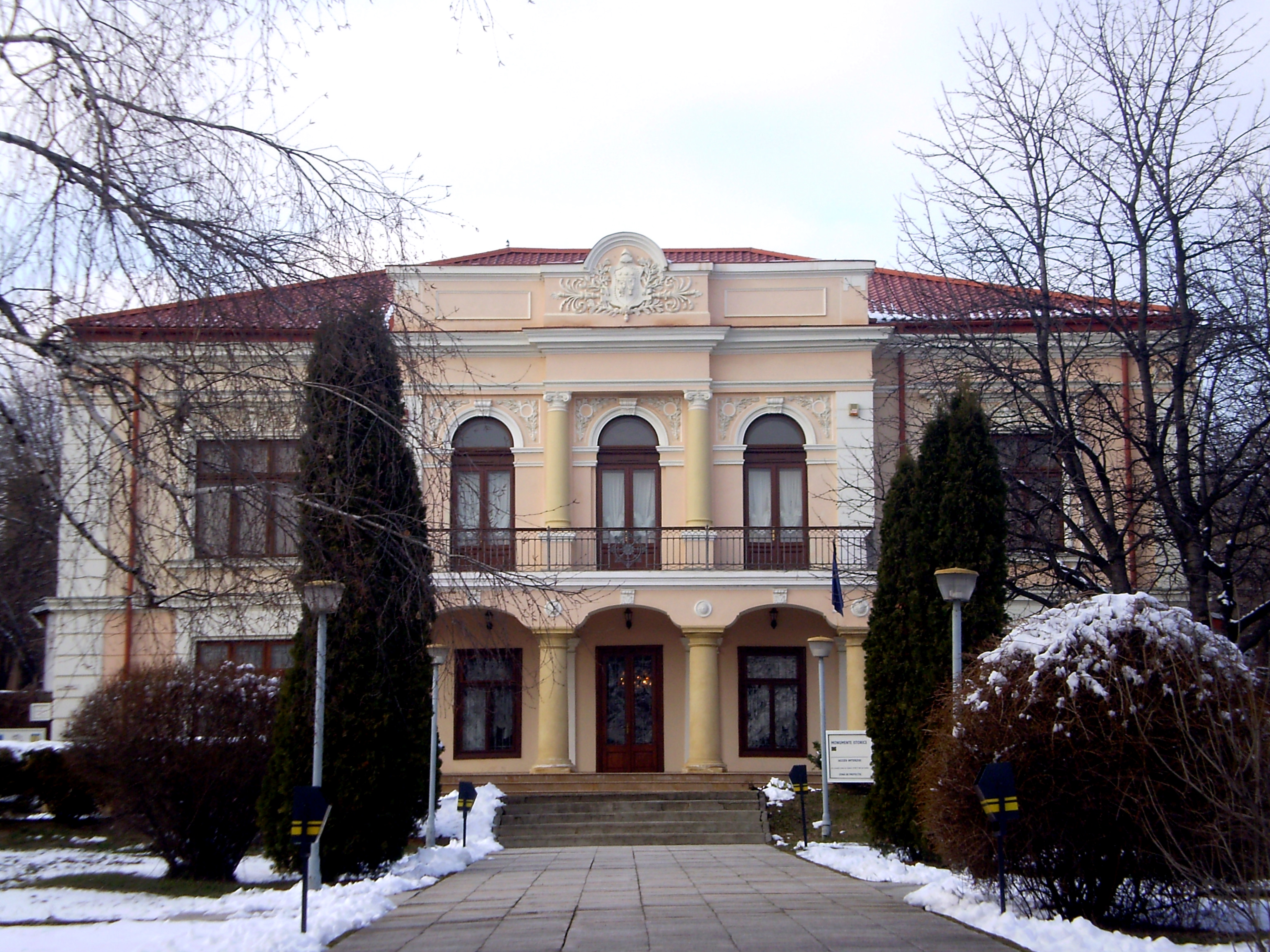
Casa Pogorin Iași, la sede di Junimea; al giorno d'oggi, il Museo della letteratura rumena

Il primo incontro letterario fu un anno dopo la fondazione di Junimea, nel 1864, quando i membri si riunirono per ascoltare una traduzione di Macbeth. Poco dopo, diventò un'abitudine incontrarsi ogni domenica per discutere i problemi del giorno e rivedere le ultime opere letterarie. Inoltre, vennero organizzate conferenze annuali su temi di ampio respiro, come Psychological Researches (1868 e 1869), Man and Nature (1873) o The German (1875) dove il pubblico era formato dagli intellettuali di Iaşi, studenti, avvocati, professori, funzionari governativi, ecc.
Nel 1867 Junimea iniziò a pubblicare la propria rivista letteraria, Convorbiri Literare, che doveva diventare una delle pubblicazioni più importanti nella storia della letteratura rumena, aggiungendo una nuova visione moderna all'intera cultura rumena.
Tra il 1874 e il 1885, quando era frequentata dai classici della letteratura rumena - Mihai Eminescu, Ion Creangă, Ion Luca Caragiale, Ioan Slavici - e molte altre importanti personalità culturali, il cenacolo occupava un posto centrale della vita culturale in Romania.

## Teoria

### "Forme senza sostanza"
Dopo il trattato di Adrianopoli del 1829, i Principati danubiani (Moldavia e Valacchia) furono autorizzati a intrattenere rapporti commerciali con altri paesi rispetto a quelli sotto il dominio ottomano e con ciò arrivò una grande apertura verso l'economia e la cultura europea ( Occidentalizzazione). Tuttavia, i Junimisti sostenevano, attraverso la loro teoria delle "Forme senza sostanza" (Teoria Formelor Fără Fond) che la cultura e la società rumene stavano semplicemente imitando la cultura occidentale, adottando rapidamente delle forme che trascuravano la necessità di una selezione e adattamento al contesto rumeno - e quindi "mancavano di fondamento". Maiorescu sosteneva che, mentre sembrava che la Romania possedesse tutte le istituzioni di una nazione moderna, tutti erano in realtà elementi superficiali della moda:
ndo
 Inoltre, Maiorescu sosteneva che la Romania aveva solo un'apparenza di società moderna complessa, ospitando infatti solo due classi sociali: i contadini, che comprendevano fino al 90% dei rumeni, e i proprietari terrieri. Negò l'esistenza di una borghesia rumena e presentò la società rumena come fondamentalmente patriarcale. Il Partito Nazionale Liberale (fondato nel 1875) fu da lui soprannominato "inutile", poiché non aveva classi da rappresentare. Inoltre, pensava che il socialismo fosse il prodotto di una società avanzata nell'Europa occidentale, sostenendo di non avere ancora alcuna ragione di esistenza in Romania, dove il proletariato costituiva una piccola parte della popolazione - Junimeavide il socialismo nel contesto della Romania come una "pianta esotica", e Maiorescu venne coinvolto in una polemica con il pensatore marxista Constantin Dobrogeanu-Gherea.

Mentre questa critica era in effetti simile al conservatorismo politico, gli scopi di Junimea erano in realtà connessi ad una graduale modernizzazione che doveva condurre a una cultura e una società rumene in grado di sostenere un dialogo con le controparti europee. A differenza del partito conservatore, che cercava di rappresentare al meglio i proprietari terrieri, i Junimisti politicamente attivi si opponevano all'eccessiva dipendenza dall'agricoltura. Maiorescu scrisse: 

### Influenza
Fino al 1830 in Romania la vita culturale fu influenzata dalla Francia, e Junimea portò una nuova influenza tedesca, in particolare la filosofia, accogliendo una nuova ondata di romanticismo tedesco - e allo stesso tempo sostenendo e infine introducendo il realismo nella letteratura locale. Come visitatore abituale del club di Iaşi, Vasile Alecsandri fu una delle poche figure letterarie a rappresentare sia Junimea che i suoi predecessori influenzati dalla Francia.

La società incoraggiò un uso accurato della lingua rumena, e Maiorescu sostenne ripetutamente una versione comune della traduzione delle parole in rumeno, favorendo una trascrizione fonetica sulle varie versioni in circolazione dopo lo scarto dell'alfabeto cirillico rumeno. Maiorescu entrò in una polemica con i principali sostenitori di un'ortografia che rifletteva la pura etimologia latina anziché la lingua parlata, il gruppo transilvano attorno ad August Treboniu Laurian: 
 Allo stesso tempo, Maiorescu esercitò una grande influenza attraverso il suo attacco a quelle che considerava tendenze innovative eccessive nello scrivere e nel parlare in rumeno: 
 Di conseguenza, Junimea criticò pesantemente il nazionalismo romantico romeno per aver tollerato eccessi (specialmente nelle tesi problematiche connesse all'origine dei rumeni). Nelle parole di Maiorescu: 
 Usando la stessa logica, Junimea (e soprattutto Carp) entrò in una polemica con lo storico nazional-liberale Bogdan Petriceicu Hasdeu sulla versione di quest'ultimo del Protocronismo dacico.
La società incoraggiò il movimento nella direzione di una professionalità nella scrittura della storia, così come una intensificata ricerca; Maiorescu, che ricoprì l'incarico di Ministro della pubblica istruzione in diversi gabinetti di fine Ottocento, sostenne la creazione di nuove opportunità in questo campo (compresa la concessione di borse di studio, soprattutto in aree precedentemente trascurate, alla pari con la creazione di una delle più influenti generazioni di storici rumeni, quella di Nicolae Iorga, Dimitrie Onciul e Ion Bogdan).
Sebbene Junimea non abbia mai imposto un solo punto di vista sull'argomento, alcuni dei suoi esponenti di spicco (Maiorescu, Carp e il socio di Junimea Ion Luca Caragiale) si erano notoriamente opposti al prevalente sentimento anti-ebraico dell'establishment politico (mentre gli intellettuali inizialmente junimisti come Alexandru C. Cuza, Alexandru Dimitrie Xenopol e Ioan Slavici divennero noti antisemiti).

## Trasferimento a Bucarest
Nel 1885, la società si trasferì a Bucarest e, attraverso la cattedra universitaria di Bucarest, Titu Maiorescu contribuì alla creazione di una nuova generazione di junimisti. Tuttavia, Junimea smise di dominare la vita intellettuale della Romania.
Questo coincise grosso modo con la parziale trasformazione dei prominenti junimisti in politici, dopo che leader come Maiorescu e Carp si unirono al Partito Conservatore. Inizialmente un'ala separata, con un'agenda politica moderatamente conservatrice (come il Partidul Constituţional, un gruppo politico indipendente tra il 1891 e il 1907), i rappresentanti di Junimea  si spostarono sull'avanguardia del partito nei primi anni del XX secolo - entrambi Carp e Maiorescu guidarono i conservatori negli anni '10.
I suoi interessi culturali si spostarono verso la ricerca storica, la filosofia (la teoria del positivismo), così come i due maggiori problemi politici - la questione contadina e la questione etnica dei rumeni in Transilvania (una regione che faceva parte dell'Austria-Ungheria). Junimea cessò di esistere verso il 1916, dopo essere stata inghiottita dal conflitto sulla partecipazione della Romania alla prima guerra mondiale; i principali junimisti (in primis Carp) avevano sostenuto la continuazione dell'alleanza della Romania con le potenze centrali e si scontrarono sulla questione con politici filo-francesi e anti-austriaci.

## Critica delle linee guida diJunimea
La prima importante rassegna del Junimismo arrivò con l'ascesa del populismo rumeno (poporanismo), che in parte condivideva la stanchezza del gruppo di fronte al rapido sviluppo, ma si basava sulla distinzione e sull'aumento del ruolo dei contadini come radice della cultura rumena. Il populista Garabet Ibrăileanu sosteneva che il conservatorismo di Junimea era il risultato di un'alleanza congetturale tra le classi basse e alte dei boiari moldavi contro una borghesia favorita dai liberali, un riflesso nel "pessimismo della generazione di Eminescu". Esso investì l'immagine dei boiardi di rango inferiore del romanticismo della rivoluzione moldava del 1848, come una tradizione che, se in parte si era mescolata a Junimea, aveva comunque mantenuto una voce separata nella stessa società letteraria e aveva più cose in comune con il poporanismo del moderato conservatorismo di Maiorescu: 
 La critica di Junimea ufficialmente sanzionata durante il regime comunista in Romania trovò la sua voce con George Călinescu, nel suo ultimo lavoro, il Compendio ispirato al comunismo della sua precedente Istoria literaturii române ("La storia della letteratura rumena"). Mentre sosteneva che Junimea aveva creato un ponte tra contadini e boiardi, Călinescu criticò il severo impegno di Maiorescu per l'arte e le idee di Arthur Schopenhauer, come segni di rigidità. Esso minimizzò la letteratura di Junimea, sostenendo che molti junimisti non avevano raggiunto i loro obiettivi (per esempio, respinse le critiche di Carp a Bogdan Petriceicu Hasdeu e altri come "poche e poco professionali"), ma guardò favorevolmente alle figure principali legate alla società (Eminescu, Caragiale, Creangă e altri) e ai junimisti secondari come il filosofo materialista Vasile Conta.

## Membri
Nell'immagine in alto a destra, dalla prima alla decima fila:
- Nicolae Beldiceanu, Samson Bodnărescu, Teodor Nica, Gheorghe Roiu, Mihail Christodulo [Cerkez], Victor Castan[o], Mihail Gheorghiu;
- Constantin Meissner, Ion Dospinescu, Alexandru G. Suţu, Ştefan Vârgolici, Vasile Burlă, Anton Naum, Gh. Racoviţă, Ioan Buiucliu, Abgar Buiucliu;
- Teodor T. Burada, Constantin Leonardescu, Gheorghe Bengescu [Dabija], Theodor Rosetti, Titu Maiorescu, Petre P. Carp, Ioan Mire Melik, Mihai Eminescu, D. C. Ollănescu-Ascanio;
- Nicolae Gabrielescu, Ion Luca Caragiale, Al. Farra, Vasile Pogor, Vasile Alecsandri, Iacob Negruzzi, Emil Max, Gheorghe Bejan, Ioan Slavici;
- Ioan D. Caragiani, Mihail Cerchez, Nicolae Mandrea, Nicolae Gane, Neculai Culianu, Ioan Ianov, Grigore Buiucliu, Nicu Burghele;
- Constantin Constantiniu, Leon Negruzzi, Gheorghe Capşa, Dumitru Rosetti [Tescanu], Ştefan Nei, Pavel Paicu, Ion Creangă, Neculai Mihalcea;
- Teodor Christodulo, Ioan Neniţescu, Miron Pompiliu, Alexandru Lambrior, Constantin Lepădatu, Gheorghe Schelitti, Theodor Şerbănescu;
- Theodor Buiucliu, A. D. Xenopol, Petru Th. Missir, Aristide Peride, Alexandru Al. Beldiman, V. Cuciureanu, G. Zaharia;
- Xenofon Gheorghiu, Valerian Ursian, Gheorghe Negruzzi, Alexandru I. Philippide, Constantin Dumitrescu, Ştefan Văleanu;
- N. Volenti, Vasile Bossie (Bossy), Telemac Ciupercescu.